# Continua (álbum)
Continua é primeiro e único álbum de estúdio do sertanejo Cristiano Araújo, sendo o terceiro disco de sua carreira. Foi lançado em 23 de setembro de 2013 pela Som Livre. O repertório alterna entre canções que traziam o ritmo sensual e irreverente do arrocha e o romantismo e paixão do sertanejo, o que fez desse novo trabalho um sucesso total. 
Marcam presença a canção "Caso Indefinido", sucesso nas rádios de todo Brasil, o hit "Ei, Olha o Som", mais conhecido como "Empinadinha", e a romântica "Princesa Dos Meus Sonhos". Outro grande sucesso do disco é a canção "Maus Bocados", divulgada em agosto, apresentando uma levada bem mais animada. O álbum foi certificado pela ABPD com disco de platina duplo, e vendeu mais de 200.000 cópias.

## Faixas
| N.º            | Título                                   | Compositor(es)                                          | Duração  |  |
| 1.             | "É Só Chegar e Beijar (Ao Vivo)"         | Jujuba/Erich Menezes                                    | 02:48    |  |
| 2.             | "Maus Bocados"                           | Gabriel/Rafael/Bruno                                    | 03:13    |  |
| 3.             | "Caso Indefinido"                        | Paulo/Junior/Diego Damasceno/Maraísa/Thales Lessa       | 03:35    |  |
| 4.             | "Mandei Um Anjo"                         | Douglas Mello/Nando Marx/Flavinho Tinto                 | 03:19    |  |
| 5.             | "Igual Você Não Tem"                     | Big Big/D'Stefany Lima                                  | 03:18    |  |
| 6.             | "Amor da Gente"                          | Julio Camargo                                           | 02:54    |  |
| 7.             | "Princesa dos Meus Sonhos (Sueño Rotos)" | Pablo Domínguez/versão: Cristiano Araújo/Vitor Leonardo | 03:25    |  |
| 8.             | "Sabe Me Prender"                        | Mauricio Mello/Raynner Souza/D'Stefany Lima             | 02:48    |  |
| 9.             | "Continua"                               | Nivardo Paz/Kennedy Brazzil                             | 02:56    |  |
| 10.            | "Amor No Carro"                          | Felipe Cardoso/Lucas Vieira/Diogo Vieira                | 02:37    |  |
| 11.            | "Entre Quatro Paredes"                   | Humberto/Cristiano Araújo/D'Stefany Lima                | 03:05    |  |
| 12.            | "Mete Fogo Na Saudade"                   | Julio Camargo                                           | 02:07    |  |
| 13.            | "Uma Semana"                             | Mauricio Mello/D'Stefany Lima                           | 03:28    |  |
| 14.            | "Veneno"                                 | Lola Ortiz                                              | 03:11    |  |
| 15.            | "Ei, Olha o Som (Empinadinha)"           | Samy Coelho/Big Big/Valter Danadão                      | 03:13    |  |
| 16.            | "Pedaços"                                | Bebeto/Roberto Sampaio/Bonny Junior                     | 03:23    |  |
| 17.            | "Escondidinho"                           | Maraisa/Lafayete Barreto                                | 02:32    |  |
| 18.            | "E Agora"                                | Lucas/Lippe                                             | 03:24    |  |
| 19.            | "Sou Nada Sem Você"                      | Raynner Souza/Adriann                                   | 02:45    |  |
| 20.            | "Papai"                                  | Felipe Araújo/D'Stefany Lima                            | 02:43    |  |
| 21.            | "Fá Fá Fá (faixa bônus)"                 |                                                         | 02:28    |  |
| Duração total: | Duração total:                           | Duração total:                                          | 01:00:44 |  |

## Certificações
| País / Associação | Certificação |
| ----------------- | ------------ |
| Brasil / ABPD     | 2× Platina   |